# Kleinblütige Malve
Die Kleinblütige Malve (Malva pusilla)  ist eine Pflanzenart aus der Gattung der Malven (Malva) innerhalb der Familie der Malvengewächse (Malvaceae).

## Beschreibung

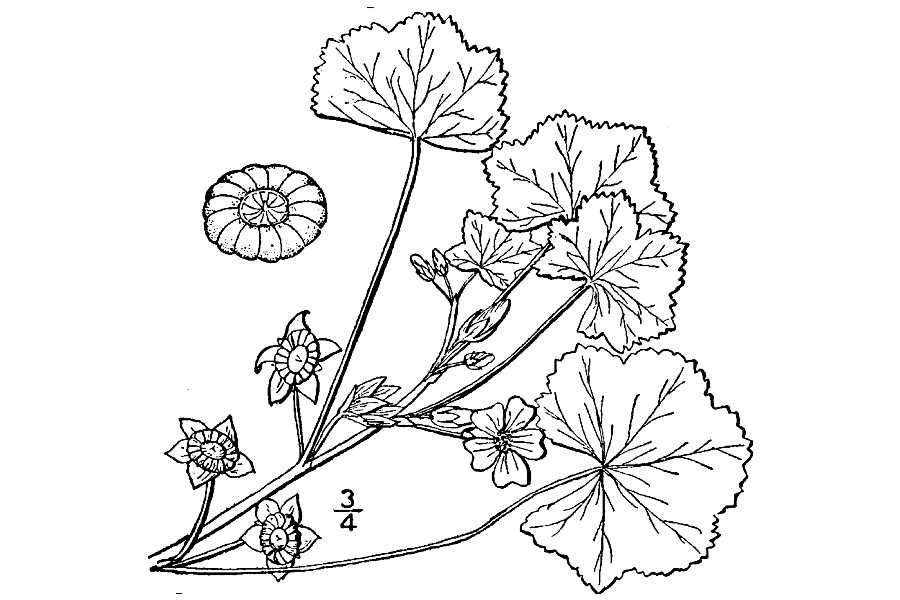
Illustration

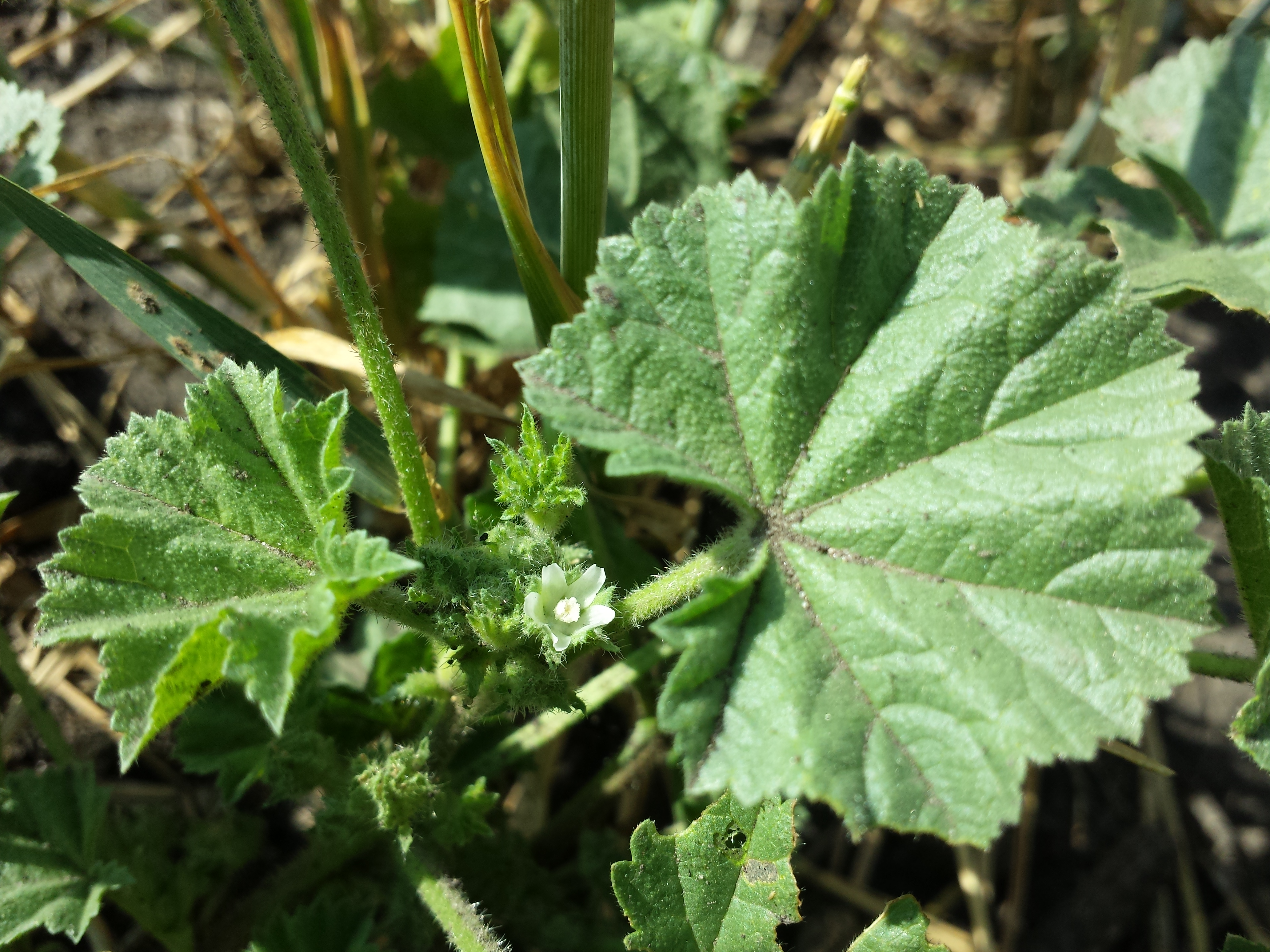
Blühende Pflanze

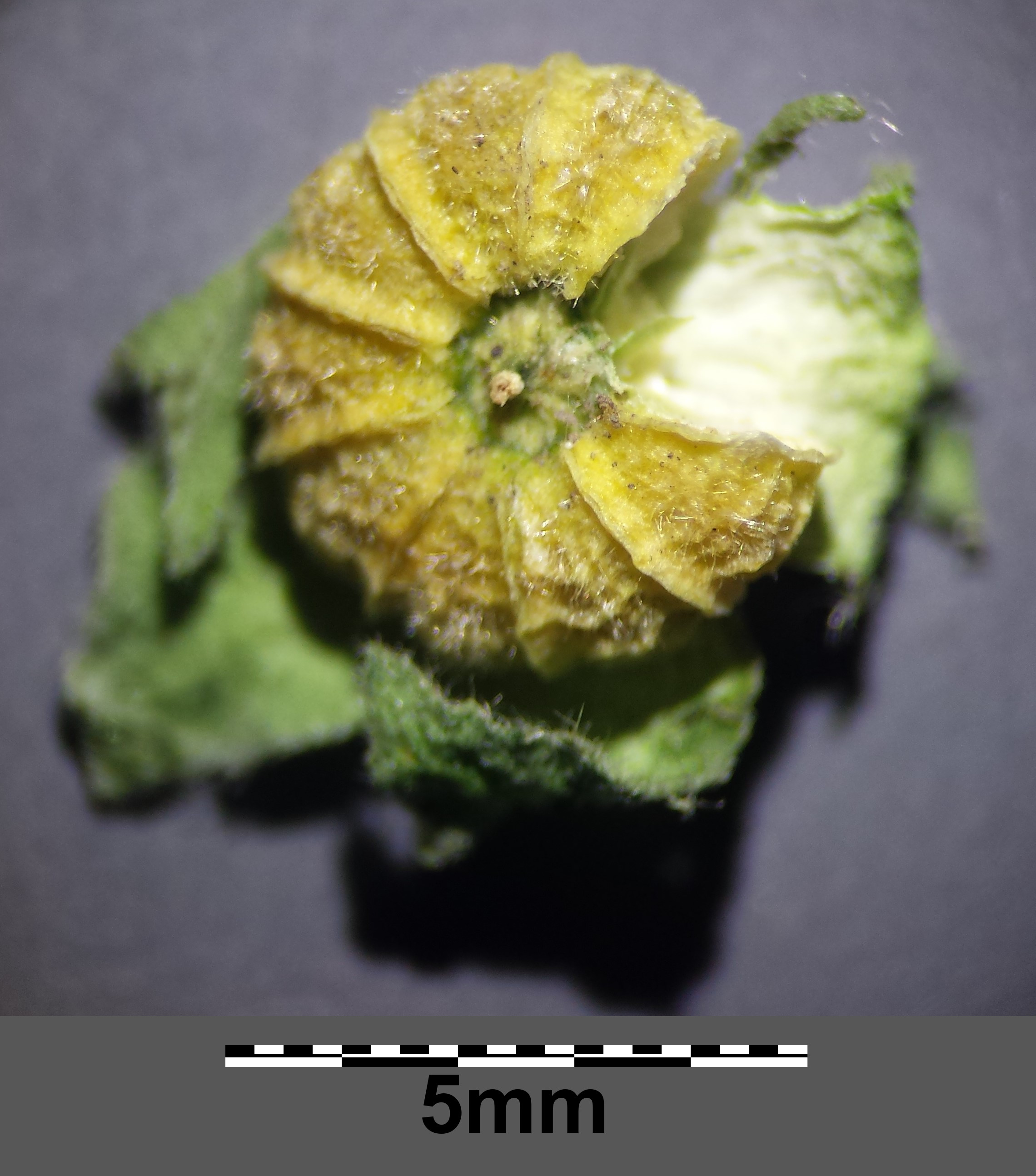
Frucht mit Teilfrüchten. Die Teilfrüchte sind am Rücken grubig-runzelig, meist behaart und deren Kanten sind scharf berandet.

### Vegetative Merkmale
Die Kleinblütige Malve ist eine einjährige krautige Pflanze, die Wuchshöhen von 8 bis 40 Zentimetern erreicht. Die Stängel sind niederliegend, am Ende aufsteigend oder manchmal ganz aufrecht.
Die unteren Blätter sind sehr lang gestielt, rundlich-nierenförmig, am Grund herzförmig und fünf- bis siebenlappig und unregelmäßig gekerbt-gesägt. Sie sind oberseits angedrückt behaart, unterseits mit einfachen, mit büscheligen und drüsigen Haaren besetzt. Die mittleren und oberen Stängelblätter sind kürzer gestielt und deutlicher 5- bis 7-teilig gelappt. Die Nebenblätter sind lineal-länglich.

### Generative Merkmale
Die Blütezeit reicht von Juni bis September. Die Blüten sind zu 2 bis 6 in den Blattachseln büschelig gehäuft angeordnet. Die Blütenstiele sind lang und behaart. Die zwittrigen Blüten sind radiärsymmetrisch. Die 3 Außenkelchblätter sind etwa 3,5 Millimeter lang, lineal und borstig gewimpert. Die Kelchzipfel haben einen krausen Rand. Die Kronblätter sind hellrosa bis fast weiß. Sie sind schwach ausgerandet und mit einer Länge von 4 bis 5 Millimetern ebenso lang wie der Kelch. Die Staubblattröhre ist etwa 3 Millimeter lang. Die Fruchtstiele sind nach unten gebogen. Die Teilfrüchte sind runzelig und scharf berandet. Die Samen sind nierenförmig, glatt und dunkelbraun.
Die Chromosomenzahl beträgt 2n = 42, 76.

## Ökologie
Bei der Kleinblütigen Malve handelt es sich um einen Therophyten, Hemikryptophyten und eine Halbrosettenpflanze.
Es findet Insektenbestäubung und Selbstbestäubung statt. Die Samen sind langlebig und verbreiten sich durch den Menschen, Klettausbreitung und Verdauungsausbreitung.
Eine einzelne Pflanze kann bis zu 1,6 Quadratmeter bedecken und insgesamt etwa 57000 Früchte entwickeln.

## Vorkommen
Die Kleinblütige Malve kommt ursprünglich in Europa, Asien und im Tschad vor. Sie fehlt aber in Westeuropa. In Nordamerika und zahlreichen weiteren Ländern ist sie ein Neophyt.
Die Kleinblütige Malve wächst auf trockenen bis mäßig trockenen und oftmals lückigen Ruderalstellen wie Trittstellen und Wegrändern, in Weinbergen und auf Maisäckern. Die Kleinblütige Malve ist salztolerant. Sie ist in Mitteleuropa eine Charakterart des Verbandes Polygonion avicularis, kommt aber auch in Gesellschaften des Verbands Sisymbrion oder selten in denen der Ordnung Polygono-Chenopodietalia vor.
In Deutschland ist die Kleinblütige Malve ein Archäophyt. Sie kommt zerstreut in nördlichen Thüringen, südlichen Sachsen-Anhalt, östlichen Brandenburg, nördlichen Niedersachsen, Mecklenburg-Vorpommern und südlichen Schleswig-Holstein, selten in westlichen Bayern und bei Passau, in nördlichen Baden-Württemberg, östlichen Rheinland-Pfalz, Hessen, südlichen Thüringen, nördlichen Sachsen-Anhalt und westlichen Brandenburg sowie selten und unbeständig in nördlichen sowie westlichen Nordrhein-Westfalen, Sachsen und südlichen Niedersachsen vor.